# Emilia Alperovich
Emilia Alperovich Kosakovsky (Krementxuk, Poltava, Ucraïna, 30 de novembre de 1917-Uruguai, 23 de juny de 2004) va ser una arquitecta, constructora i professora ucraïnesa-argentina radicada a Uruguai.

## Biografia
Nascuda el 1917 a Krementxuk, Imperi Rus, va ser inscrita com Esphir. Poc després, d'acord amb la reglamentació russa, els hebreus van haver d'adoptar noms russos. A ella la reinscribieron com Ludmila però la cridaven per la seva diminutiu: Milaia o Milka. Era de pell blanca, ulls una mica esquinçats, de color gris blavenc, cabell castany i llis.
El seu pare, el lituà Abraham Alperovich, era metge i farmacèutic. La seva mare, la ucraïnesa Rachel Kosakovsky, era infermera, escriptora i cantant lírica. Va ser filla única, encara que va tenir molt contacte amb els seus cosins paterns.
Les dificultats que històricament havien sofert els jueus per a la integració en les diferents comunitats europees, continuaven vigents en aquells anys, fins i tot intensificades després de la revolució a Rússia. Encara que Rachel era militant pro bolxevic, van decidir migrar d'Ucraïna el 1920. Estimulats per la presència d'un oncle patern a l'Argentina, al costat de diversos familiars, van emprendre el viatge via Alemanya, on van romandre dos anys.
A Buenos Aires van arribar amb vaixell, després de dos mesos de viatge. Milka, Abraham i Rachel van adoptar noms castellanitzats: Emilia, Alejandro i Raquel (com ho exigia la reglamentació Argentina). Es van instal·lar a Mendoza. Alejandro va ser mèdic de campanya i va revalidar matèries de la seva carrera a Buenos Aires, on es van mudar quan van arribar al país.
De nena va sofrir tuberculosi i va residir durant sis mesos a Córdoba per a la seva recuperació. En acabar la secundària, Milka realitza cursos d'aviadora, i comença a estudiar arquitectura.
Amb la desaparició d'Amelia Earhart el 1937, el seu pare la des-estimula a continuar amb l'aviació. Es va intensificar la seva dedicació a l'arquitectura, no sense dificultats, ja que eren dues dones les que estudiaven en la seva generació i ambdues jueves, sent objecte de diverses accions anònimes en contra seva amb especial repercussió emocional, donat l'auge del nazisme al moment.
El 1943 es llicencià com a arquitecta i es va casar amb el seu primer espòs. El 1946 neix el seu primer fill Carlos Schwartz.
La família Alperovich es converteix en assídua estiuejant de Piriápolis, quan construeixen una casa allí, juntament amb una família amiga. Allí va conèixer Milka a José Luis Invernizzi més conegut com a "Tola". Es va divorciar el 1948, amb la intenció de formar parella amb Tola. Van ser moltes les dificultats que es van presentar, perquè la parella es quedés a Buenos Aires, el seu fill Carlos va romandre amb el seu pare i ella es va mudar a Piriápolis. El 1950 es va casar amb "Tola" i al cap de poc va revalidar el seu títol a Uruguai i va començar a exercir la seva professió a Piriápolis. El matrimoni va tenir dos fills: Mario Invernizzi (1952) i Claudio Invernizzi (1956).
Entre 1976 i 1985, per motius polítics i per posseir ciutadania argentina, després d'estar a la presó de dones de Treinta y Tres, va ser expulsada del país. Els seus deu anys d'exili van transcórrer a Buenos Aires, mentre Carlos s'exiliava a Espanya, Mario i Claudio van estar presos i el seu espòs era detingut intermitentment.

## Trajectòria
Des de la primera meitat dels anys 1950 Milka va treballar com a arquitecta a Piriápolis. Segons ella explicava, en matèria professional, li deu molt al treball en equip amb els oficials i capatassos, en particular amb la família Rivero (amb els qui va treballar molts anys). Era una arquitecta que estimava pujar a les bastides i dirigir obres, tant com dibuixar i projectar.
En l'obra de Milka s'observa una forta influència del racionalisme arquitectònic. Entre les seves obres es destaquen centenars d'habitatges, alguns edificis, gimnasos, policlíniques, locals d'estudis i comissaria. La majoria es troben en Piriápolis, encara que diverses estan situades en Pan de Azúcar, Punta del Este, Buenos Aires i balnearis de l'oest de Maldonado.
Els dissenys de la Bauhaus van ser de gran inspiració, motivant-la a dissenyar mobles per algunes de les seves obres. Els seus materials definitoris són el ferro i formigó, incorporant en alguns casos, revestiments irregulars de pedra laja i revestiments de venecitas. També va incorporar elements pictòrics (murals) com a elements de composició.
El 1963 realitza el projecte de la planta física del Liceu de Piriápolis de forma honorària. En aquest mateix liceu va impartir classes de dibuix i història de l'art.
El 7 de juny de 2016 la Intendència Departamental de Maldonado va resoldre denominar amb el seu nom a l'artèria de trànsit situada entre els carrers Dr. Héctor Barris i Jacinto Trápani de la ciutat de Piriápolis.